# Dulcino Monteiro de Castro
Dulcino Monteiro de Castro foi um médico cirurgião e político brasileiro, deputado federal pelo estado do Espírito Santo entre os ano de 1951-1955 e 1964-1967.

## Biografia
Dulcino Monteiro de Castro nasceu no município brasileiro de Campos no dia 25 de outubro de 1911, filho de José Monteiro de Castro e de Olga Tavares de Castro.